# غذانمودی

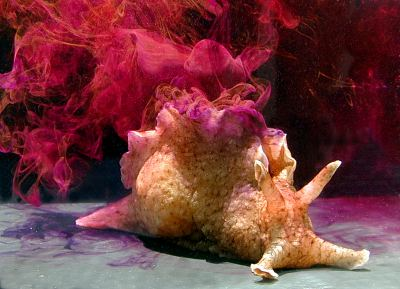
Aplysia californica نمایش وانمودسازی غذا در پاسخ به تهدید شکارگر.

غذاوانمودی یا وانمودسازی غذا یا تقلید غذا (به انگلیسی: Phagomimicry) یک رفتار دفاعی در خرگوش‌های دریایی است که در آن جانور مخلوطی از مواد شیمیایی را به بیرون پرتاب می‌کند که شبیه غذا هستند و بر حواس شکارچی خود غلبه می‌کنند و به خرگوش دریایی فرصتی برای فرار می‌دهند. واکنش دفاعی معمول خرگوش دریایی به یک شکارچی این است که دو ماده شیمیایی آزاد کند - جوهر از غده جوهری و اوپالین از غده اوپالین. در حالی که جوهر ابری تیره و پراکنده در آب ایجاد می‌کند که با عمل به عنوان یک محافظ دودی و به عنوان یک طعمه، ادراک حسی شکارچی را گیج می‌کند، اوپالین که بر حواس مربوط به تغذیه تأثیر می‌گذارد، باعث می‌شود که شکارچی به‌طور غریزی به ابر مواد شیمیایی حمله کند. انگار که واقعاً غذا است. این جوهر با داشتن غلظت بالایی از اسیدهای آمینه و دیگر ترکیب‌هایی که به‌طور معمول در غذا یافت می‌شود، توانایی وانمودسازی غذا را دارد و رفتار حمله شکارچی به خرگوش‌های دریایی فرصت فرار را می‌دهد.